# Castagnède (Haute-Garonne)
Pour les articles homonymes, voir Castagnède.
Castagnède est une commune française située dans le sud du département de la Haute-Garonne, en région Occitanie. Sur le plan historique et culturel, la commune est dans le pays de Comminges, correspondant à l’ancien comté de Comminges, circonscription de la province de Gascogne située sur les départements actuels du Gers, de la Haute-Garonne, des Hautes-Pyrénées et de l'Ariège.
Exposée à un climat océanique altéré, elle est drainée par le Salat, et par divers autres petits cours d'eau. La commune possède un patrimoine naturel remarquable : un site Natura 2000 (« Garonne, Ariège, Hers, Salat, Pique et Neste »), un espace protégé (« la Garonne, l'Ariège, l'Hers Vif et le Salat ») et trois zones naturelles d'intérêt écologique, faunistique et floristique.
Castagnède est une commune rurale qui compte 178 habitants en 2022. Ses habitants sont appelés les Castagnétois ou  Castagnétoises.

## Géographie

### Localisation
La commune de Castagnède se trouve dans le département de la Haute-Garonne, en région Occitanie.
Elle se situe à 72 km à vol d'oiseau de Toulouse, préfecture du département, à 22 km de Saint-Gaudens, sous-préfecture, et à 43 km de Bagnères-de-Luchon, bureau centralisateur du canton de Bagnères-de-Luchon dont dépend la commune depuis 2015 pour les élections départementales.
La commune fait en outre partie du bassin de vie de Salies-du-Salat.
Les communes les plus proches sont : 
La Bastide-du-Salat (0,7 km), His (1,7 km), Lacave (2,1 km), Mauvezin-de-Prat (2,9 km), Touille (3,0 km), Saleich (3,2 km), Mane (3,8 km), Montgaillard-de-Salies (4,0 km).
Sur le plan historique et culturel, Castagnède fait partie du pays de Comminges, correspondant à l’ancien comté de Comminges, circonscription de la province de Gascogne située sur les départements actuels du Gers, de la Haute-Garonne, des Hautes-Pyrénées et de l'Ariège.
Castagnède est limitrophe de six autres communes dont quatre dans le département de l'Ariège.
Les communes limitrophes sont  His, La Bastide-du-Salat, Lacave, Mauvezin-de-Prat, Prat-Bonrepaux et Saleich.
| His     |                           | La Bastide-du-Salat (Ariège)       |
|         | Castagnède                | Lacave (Ariège)                    |
| Saleich | Mauvezin-de-Prat (Ariège) | Prat-Bonrepaux (Ariège, sur 100 m) |

### Géologie et relief
La superficie de la commune est de 332 hectares ; son altitude varie de 298  à   425 mètres.
Castagnède se trouve dans la vallée du Salat, entre les contreforts jouxtant le Massif de l'Estelas, et les pré-collines du massif du Plantaurel.

### Hydrographie

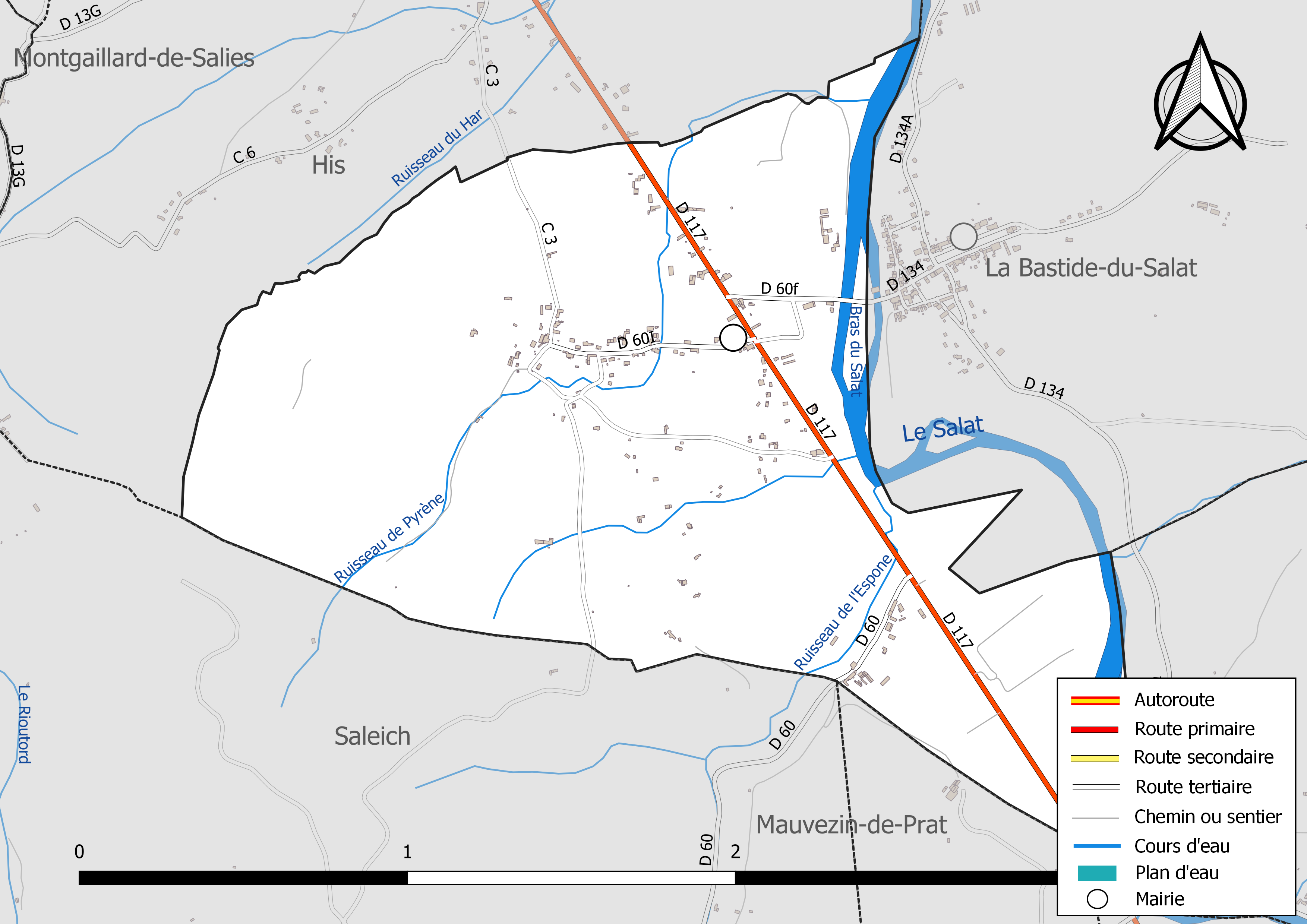
Réseaux hydrographique et routier de Castagnède.

La commune est dans le bassin de la Garonne, au sein du bassin hydrographique Adour-Garonne. Elle est drainée par le Salat, un bras du Salat, le ruisseau de l'Espone, le ruisseau de Pyrène et par deux petits cours d'eau, constituant un réseau hydrographique de 6 km de longueur totale,.

### Climat
Pour des articles plus généraux, voir Climat de l'Occitanie et Climat de la Haute-Garonne.
En 2010, le climat de la commune est de type climat océanique altéré, selon une étude s'appuyant sur une série de données couvrant la période 1971-2000. En 2020, Météo-France publie une typologie des climats de la France métropolitaine dans laquelle la commune est exposée à un climat de montagne ou de marges de montagne et est dans la région climatique Pyrénées centrales, caractérisée par une pluviométrie annuelle de 1 000 à 1 200 mm.
Pour la période 1971-2000, la température annuelle moyenne est de 12,6 °C, avec une amplitude thermique annuelle de 14,7 °C. Le cumul annuel moyen de précipitations est de 945 mm, avec 9,7 jours de précipitations en janvier et 6,7 jours en juillet. Pour la période 1991-2020, la température moyenne annuelle observée sur la station météorologique la plus proche, située sur la commune de Palaminy à 18 km à vol d'oiseau, est de 13,2 °C et le cumul annuel moyen de précipitations est de 715,2 mm,. Pour l'avenir, les paramètres climatiques de la commune estimés pour 2050 selon différents scénarios d'émission de gaz à effet de serre sont consultables sur un site dédié publié par Météo-France en novembre 2022.

### Milieux naturels et biodiversité

#### Espaces protégés
La protection réglementaire est le mode d’intervention le plus fort pour préserver des espaces naturels remarquables et leur biodiversité associée,.
Un  espace protégé est présent sur la commune : 
« la Garonne, l'Ariège, l'Hers Vif et le Salat », objet d'un arrêté de protection de biotope, d'une superficie de 1 658,7 ha.

#### Réseau Natura 2000

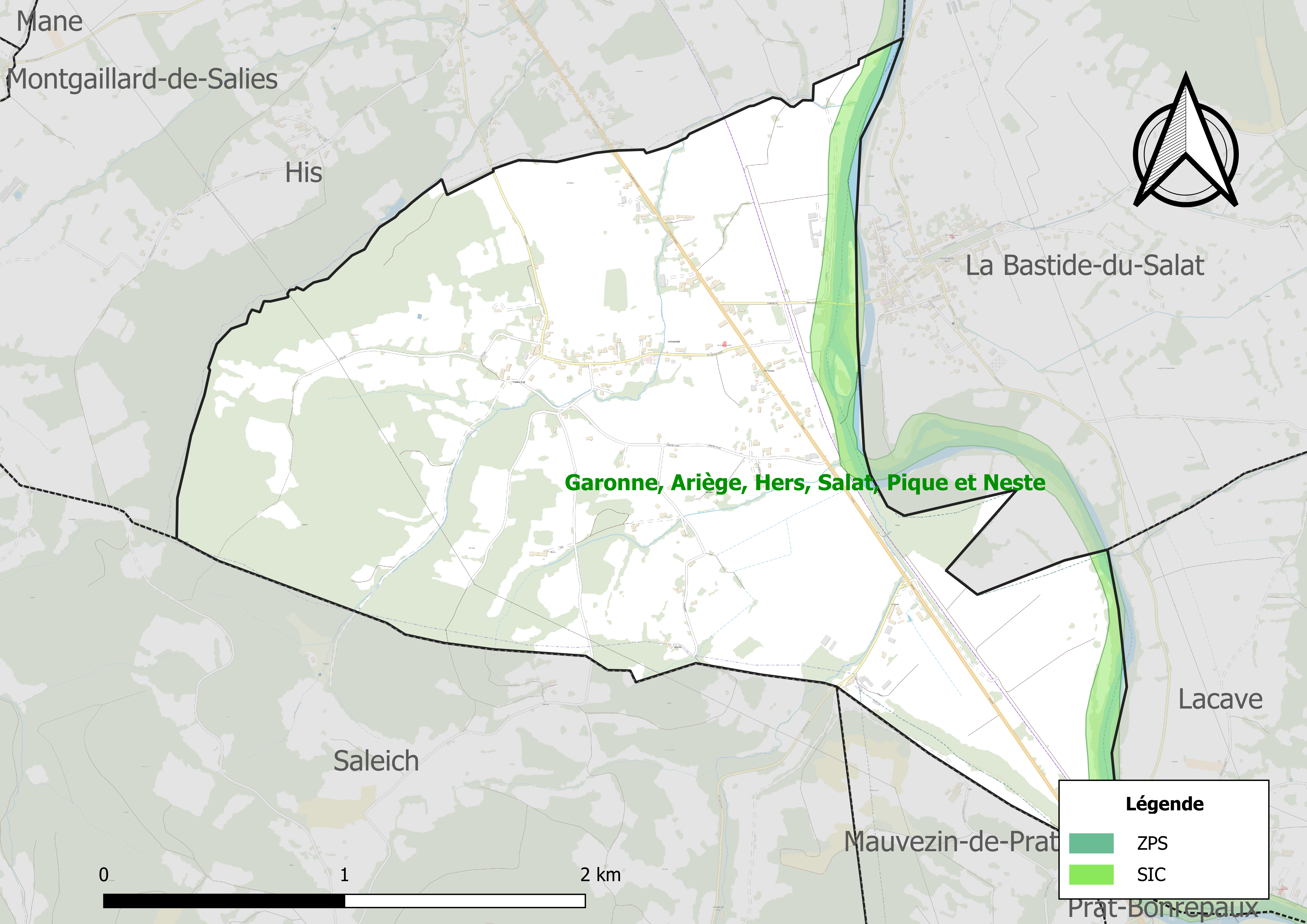
Site Natura 2000 sur le territoire communal.

Le réseau Natura 2000 est un réseau écologique européen de sites naturels d'intérêt écologique élaboré à partir des directives habitats et oiseaux, constitué de zones spéciales de conservation (ZSC) et de zones de protection spéciale (ZPS).
Un site Natura 2000 a été défini sur la commune au titre de la directive habitats : « Garonne, Ariège, Hers, Salat, Pique et Neste », d'une superficie de 9 581 ha, un réseau hydrographique pour les poissons migrateurs (zones de frayères actives et potentielles importantes pour le Saumon en particulier qui fait l'objet d'alevinages réguliers et dont des adultes atteignent déjà Foix sur l'Ariège.

#### Zones naturelles d'intérêt écologique, faunistique et floristique

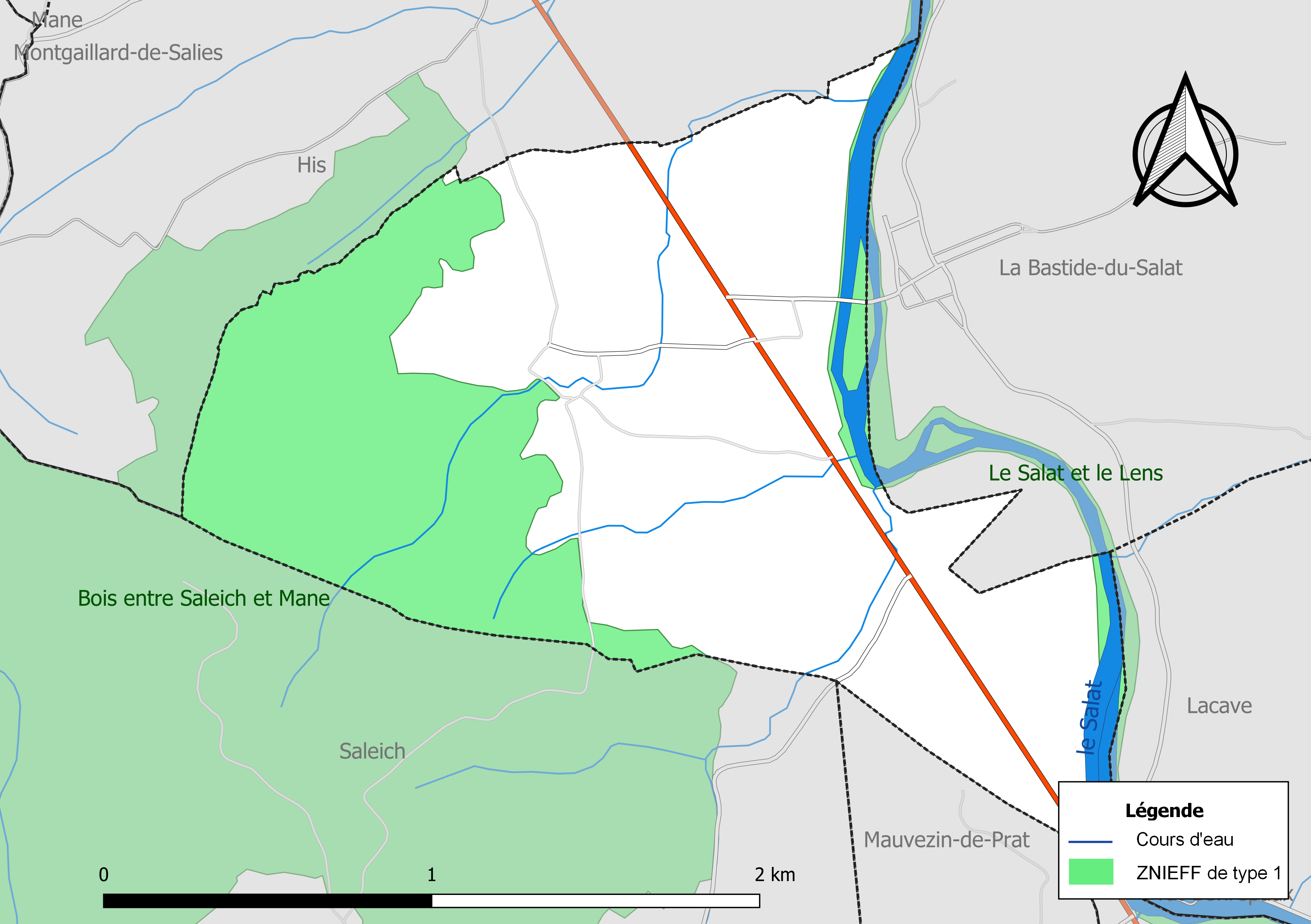
Carte des ZNIEFF de type 1 localisées sur la commune.

L’inventaire des zones naturelles d'intérêt écologique, faunistique et floristique (ZNIEFF) a pour objectif de réaliser une couverture des zones les plus intéressantes sur le plan écologique, essentiellement dans la perspective d’améliorer la connaissance du patrimoine naturel national et de fournir aux différents décideurs un outil d’aide à la prise en compte de l’environnement dans l’aménagement du territoire.
Deux ZNIEFF de type 1 sont recensées sur la commune :
les « bois entre Saleich et Mane » (882 ha), couvrant 6 communes du département et 
« le Salat et le Lens » (713 ha), couvrant 32 communes dont 21 dans l'Ariège et 11 dans la Haute-Garonne
et une ZNIEFF de type 2, : 
le « massif de l'Arbas » (27 233 ha), couvrant 45 communes dont 24 dans l'Ariège et 21 dans la Haute-Garonne.

## Urbanisme

### Typologie
Au 1er janvier 2024, Castagnède est catégorisée commune rurale à habitat dispersé, selon la nouvelle grille communale de densité à sept niveaux définie par l'Insee en 2022.
Elle est située hors unité urbaine et hors attraction des villes,.

### Occupation des sols

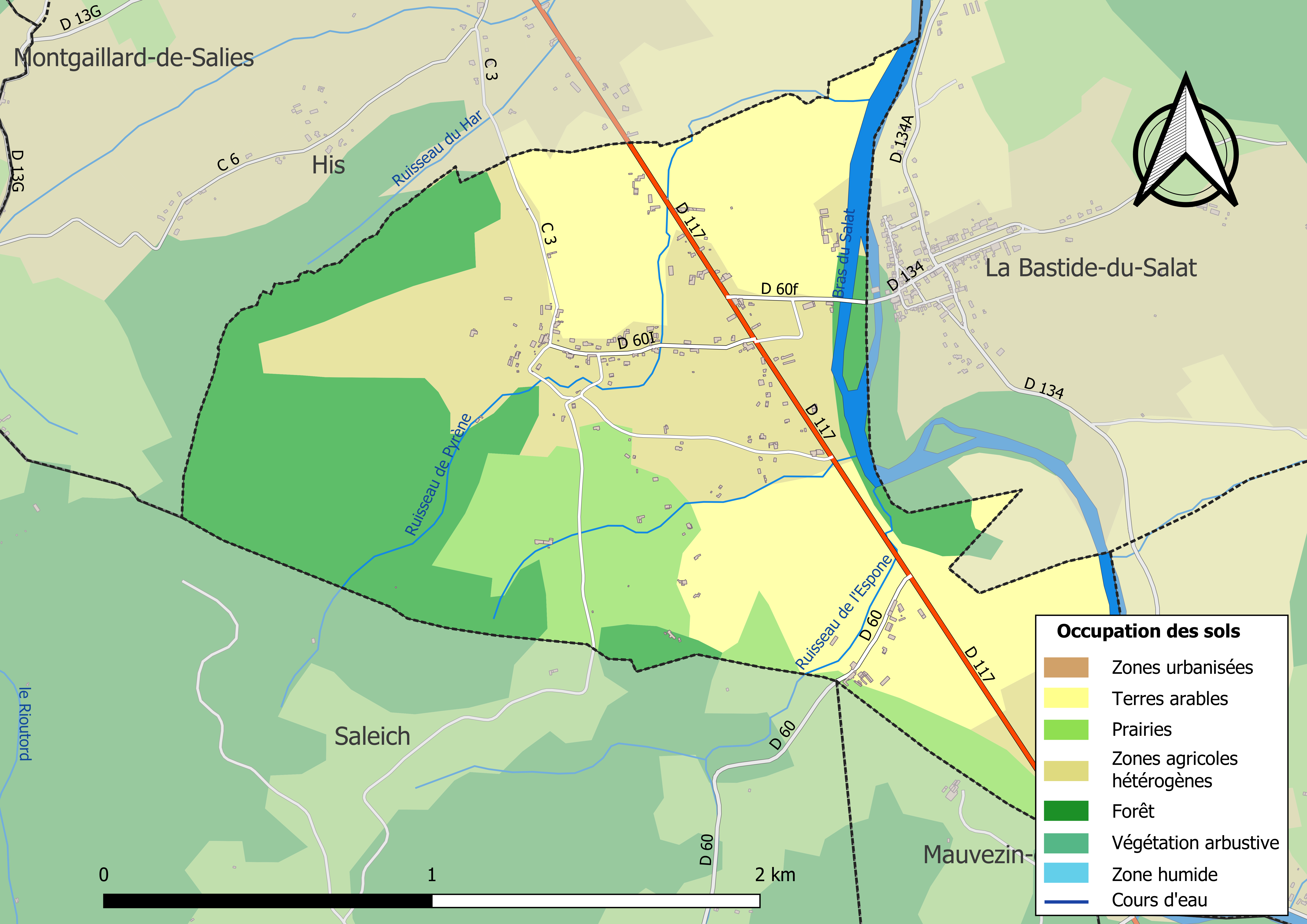
Carte des infrastructures et de l'occupation des sols de la commune en 2018 (CLC).

L'occupation des sols de la commune, telle qu'elle ressort de la base de données européenne d’occupation biophysique des sols Corine Land Cover (CLC), est marquée par l'importance des territoires agricoles (75 % en 2018), une proportion identique à celle de 1990 (75 %). La répartition détaillée en 2018 est la suivante : 
terres arables (34,6 %), zones agricoles hétérogènes (27,9 %), forêts (25 %), prairies (12,5 %). L'évolution de l’occupation des sols de la commune et de ses infrastructures peut être observée sur les différentes représentations cartographiques du territoire : la carte de Cassini (XVIIIe siècle), la carte d'état-major (1820-1866) et les cartes ou photos aériennes de l'IGN pour la période actuelle (1950 à aujourd'hui).

### Voies de communication et transports
Elle est traversée par la RD 117 et les dessertes de la ligne par autocar de Boussens à Saint-Girons complétée par la ligne régionale de bus de Toulouse à Saint-Girons.

### Risques majeurs
Le territoire de la commune de Castagnède est vulnérable à différents aléas naturels : météorologiques (tempête, orage, neige, grand froid, canicule ou sécheresse), inondations, feux de forêts, mouvements de terrains et séisme (sismicité modérée). Un site publié par le BRGM permet d'évaluer simplement et rapidement les risques d'un bien localisé soit par son adresse soit par le numéro de sa parcelle.
Certaines parties du territoire communal sont susceptibles d’être affectées par le risque d’inondation par débordement de cours d'eau, notamment le Salat. La commune a été reconnue en état de catastrophe naturelle au titre des dommages causés par les inondations et coulées de boue survenues en 1982, 1999 et 2009,.
Un plan départemental de protection des forêts contre les incendies a été approuvé par arrêté préfectoral du 25 septembre 2006. Castagnède est exposée au risque de feu de forêt du fait de la présence sur son territoire du massif des piémonts des Pyrénées. Il est ainsi défendu aux propriétaires de la commune et à leurs ayants droit de porter ou d’allumer du feu dans l'intérieur et à une distance de 200 mètres des bois, forêts, plantations, reboisements ainsi que des landes. L’écobuage est également interdit, ainsi que les feux de type méchouis et barbecues, à l’exception de ceux prévus dans des installations fixes (non situées sous couvert d'arbres) constituant une dépendance d'habitation,

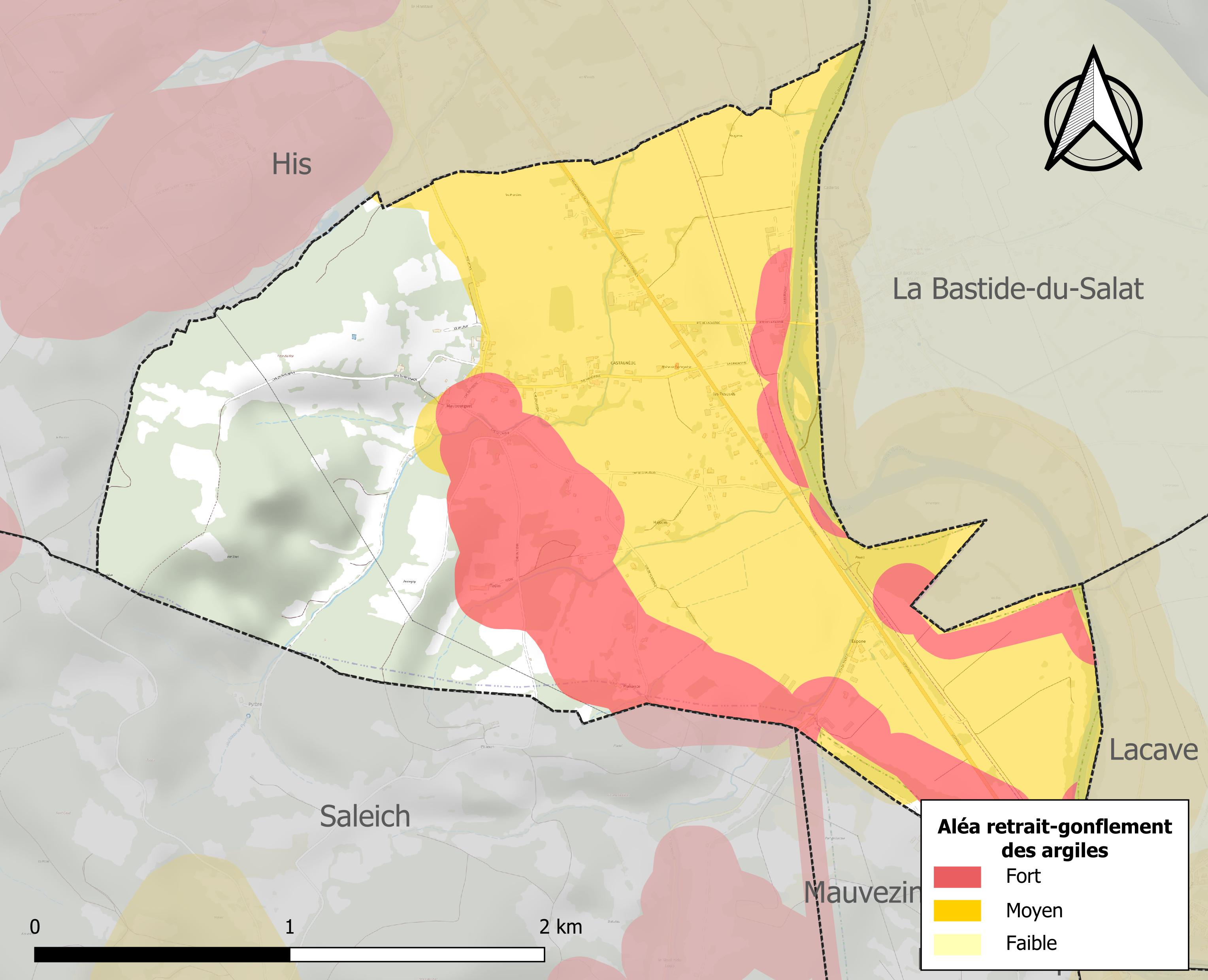
Carte des zones d'aléa retrait-gonflement des sols argileux de Castagnède.

La commune est vulnérable au risque de mouvements de terrains constitué principalement du retrait-gonflement des sols argileux. Cet aléa est susceptible d'engendrer des dommages importants aux bâtiments en cas d’alternance de périodes de sécheresse et de pluie. 67,2 % de la superficie communale est en aléa moyen ou fort (88,8 % au niveau départemental et 48,5 % au niveau national). Sur les 89 bâtiments dénombrés sur la commune en 2019, 85 sont en aléa moyen ou fort, soit 96 %, à comparer aux 98 % au niveau départemental et 54 % au niveau national. Une cartographie de l'exposition du territoire national au retrait gonflement des sols argileux est disponible sur le site du BRGM,.
Par ailleurs, afin de mieux appréhender le risque d’affaissement de terrain, l'inventaire national des cavités souterraines permet de localiser celles situées sur la commune.
Concernant les mouvements de terrains, la commune a été reconnue en état de catastrophe naturelle au titre des dommages causés par la sécheresse en 1989 et 2003 et par des mouvements de terrain en 1999.

## Toponymie
L'origine du nom vient du patois gascon qui veut dire « bois de châtaigniers » en raison de la présence importante de cet arbre (le Patrimoine des communes de la Haute-Garonne).

## Histoire
Des vestiges du Moustérien indiquent que le territoire est occupé dès la Préhistoire. La localité est mentionnée à partir du XIVe siècle dans la seigneurie d'Aspet et de Prat. Des vignes implantées sur les collines avoisinantes ont été exploitées pendant le Moyen Âge, mais dès le XIVe siècle, l'absence de dîme sur la vigne symbolise l'abandon de cette activité agricole. En 1789, la seigneurie appartient à Henri Jean Joseph de Vendômois, seigneur de Saleich.
Avant la Révolution, l'histoire religieuse de la commune est liée au diocèse de Comminges et à l'archiprêtré de Salies. Le village prend son essor au XIVe siècle avec l'installation de deux usines de chaux. Jusqu'au XXe siècle, elles assurent l'essentiel des ressources nécessaires à la communauté. De 1866 à 1969, la commune a bénéficié d'une gare sur la ligne de Boussens à Saint-Girons utile au développement et à l'exportation des productions industrielles locales.

## Politique et administration

### Administration municipale
Le nombre d'habitants au recensement de 2017 étant compris entre 100 et 499, le nombre de membres du conseil municipal pour l'élection de 2020 est de onze,.

### Rattachements administratifs et électoraux
Commune faisant partie de la huitième circonscription de la Haute-Garonne, de la communauté de communes Cagire-Garonne-Salat et du canton de Bagnères-de-Luchon (avant le redécoupage départemental de 2014, Castagnède faisait partie de l'ex-canton de Salies-du-Salat et, avant le 1er janvier 2017, de la Communauté de communes du canton de Salies-du-Salat).

### Liste des maires
| Période                                  | Période  | Identité            | Étiquette | Qualité       |
| ---------------------------------------- | -------- | ------------------- | --------- | ------------- |
| avant 1988                               | ?        | Jean Rouaix         |           |               |
| mars 2001                                | 2009     | Jean-Marie Fournier |           |               |
| 2009                                     | En cours | Martine Canal       | PS        | Fonctionnaire |
| Les données manquantes sont à compléter. |          |                     |           |               |

## Population et société

### Démographie
| 1793 | 1800 | 1806 | 1821 | 1831 | 1836 | 1841 | 1846 | 1851 |
| ---- | ---- | ---- | ---- | ---- | ---- | ---- | ---- | ---- |
| 154  | 155  | 165  | 186  | 187  | 215  | 234  | 219  | 212  |

| 1856 | 1861 | 1866 | 1872 | 1876 | 1881 | 1886 | 1891 | 1896 |
| ---- | ---- | ---- | ---- | ---- | ---- | ---- | ---- | ---- |
| 216  | 206  | 200  | 173  | 203  | 189  | 194  | 186  | 197  |

| 1901 | 1906 | 1911 | 1921 | 1926 | 1931 | 1936 | 1946 | 1954 |
| ---- | ---- | ---- | ---- | ---- | ---- | ---- | ---- | ---- |
| 168  | 173  | 171  | 172  | 192  | 243  | 229  | 208  | 205  |

| 1962 | 1968 | 1975 | 1982 | 1990 | 1999 | 2006 | 2007 | 2012 |
| ---- | ---- | ---- | ---- | ---- | ---- | ---- | ---- | ---- |
| 206  | 198  | 210  | 183  | 175  | 185  | 176  | 175  | 180  |

| 2017 | 2022 | - | - | - | - | - | - | - |
| ---- | ---- | - | - | - | - | - | - | - |
| 189  | 178  | - | - | - | - | - | - | - |

### Enseignement
Castagnède fait partie de l'académie de Toulouse.

### Écologie et recyclage
La déchetterie la plus proche se trouve à Mane au lieudit « Les Espiades », Chemin des Isles.

## Économie

### Revenus
En 2018  (données Insee publiées en septembre 2021), la commune compte 75 ménages fiscaux, regroupant 162 personnes. La médiane du revenu disponible par unité de consommation est de 21 920 € (23 140 € dans le département).

### Emploi
|                | 2008  | 2013  | 2018  |
| -------------- | ----- | ----- | ----- |
| Commune        | 5,2 % | 7,3 % | 6,3 % |
| Département    | 7,7 % | 9,6 % | 9,3 % |
| France entière | 8,3 % | 10 %  | 10 %  |

En 2018, la population âgée de 15 à 64 ans s'élève à 112 personnes, parmi lesquelles on compte 77,5 % d'actifs (71,2 % ayant un emploi et 6,3 % de chômeurs) et 22,5 % d'inactifs,. Depuis 2008, le taux de chômage communal (au sens du recensement) des 15-64 ans est inférieur à celui de la France et du département.
La commune est hors attraction des villes,. Elle compte 15 emplois en 2018, contre 18 en 2013 et 19 en 2008. Le nombre d'actifs ayant un emploi résidant dans la commune est de 80, soit un indicateur de concentration d'emploi de 18,7 % et un taux d'activité parmi les 15 ans ou plus de 56,1 %.
Sur ces 80 actifs de 15 ans ou plus ayant un emploi, 11 travaillent dans la commune, soit 14 % des habitants. Pour se rendre au travail, 92,5 % des habitants utilisent un véhicule personnel ou de fonction à quatre roues, 3,8 % les transports en commun, 1,3 % s'y rendent en deux-roues, à vélo ou à pied et 2,5 % n'ont pas besoin de transport (travail au domicile).

### Activités hors agriculture

#### Secteurs d'activités
9 établissements sont implantés à Castagnède au 31 décembre 2019.
Le secteur des activités spécialisées, scientifiques et techniques et des activités de services administratifs et de soutien est prépondérant sur la commune puisqu'il représente 44,4 % du nombre total d'établissements de la commune (4 sur les 9 entreprises implantées à Castagnède), contre 19,8 % au niveau départemental.

#### Entreprises et commerces
L'activité villageoise est surtout agricole : élevage bovin, polyculture traditionnelle. Elle fait partie du rural profond français en déclin même si grâce au tourisme vert sa population augmente sensiblement l'été.
Castagnède a construit un réseau Wi-Fi d'initiative publique (aménagement numérique) qui permet depuis 2007 aux habitants de bénéficier d'offres internet haut débit via le FAI régional Alsatis.

### Agriculture
|               | 1988 | 2000 | 2010 | 2020 |
| ------------- | ---- | ---- | ---- | ---- |
| Exploitations | 13   | 9    | 6    | 4    |
| SAU (ha)      | 248  | 388  | 284  | 214  |

La commune est dans « La Rivière », une petite région agricole localisée dans le sud du département de la Haute-Garonne, constituant la partie piémont au relief plus doux que les Pyrénées centrales la bordant au sud et où la vallée de la Garonne s’élargit. En 2020, l'orientation technico-économique de l'agriculture sur la commune est l'élevage de bovins, pour la viande. Quatre exploitations agricoles ayant leur siège dans la commune sont dénombrées lors du recensement agricole de 2020 (13 en 1988). La superficie agricole utilisée est de 214 ha,,.

## Culture locale et patrimoine

### Lieux et monuments
Église Paroissiale Notre-Dame-de-l'Assomption de 1830.
L'église est bâtie sur le site d'une ancienne chapelle. Elle est la réplique de l'ancienne église de Castelbiague (Saint-Sigismond), paroisse avec laquelle en compagnie de Francazal, elle a partagé le ministère du curé. Les habitants se sont cotisés en 1854 pour financer sa construction dans l'espoir de stopper l'épidémie de choléra qui touchait le village. L'élément principal de cette église est son clocher-mur à trois cloches disposées dans les niches en plein cintre. La plus petite, qui a été enlevée, était disposée dans le haut du pignon.

## Pour approfondir